# Magikano
Magikano (マジカノ?) è un manga scritto e disegnato da Takeaki Momose, pubblicato da Kōdansha sulla rivista Magazine Z da aprile 2003 a maggio 2008 e in seguito raccolto in dieci volumi tankōbon. L'opera è stata adattata nel 2006 in una serie televisiva anime di 13 episodi. La serie racconta la vita della famiglia Yoshikawa, all'apparenza tipica famiglia giapponese, ma che in realtà è dedita all'uso della magia.

## Trama
Haruo Yoshikawa è un normale studente che un giorno vede una bellissima ragazza dall'altra parte della strada per poi perderla di vista subito dopo. Ritornato a casa, ritrova la ragazza intenta a svolgere le funzioni di governante con la scusa di pagarsi gli studi. In realtà Ayumi Mamiya, questo il nome della fanciulla, proviene dal mondo magico ed è comparsa sulla Terra per spezzare finalmente la maledizione che venne lanciata su di lei da piccola e per farlo ha bisogno dell'aiuto di Haruo.
Sfortunatamente il ragazzo è l'unico nella sua famiglia a non sapere di avere poteri magici. Infatti le sorelle che vivono con lui lo tengono all'oscuro sulla sua vera identità (colpendolo ad esempio ripetutamente con un "martello magico" per fargli perdere la memoria) aspettando che Haruo maturi e che il suo potere si svegli da solo. Quello che neanche loro sanno è che dentro Haruo è nascosto un enorme segreto e che il suo risveglio potrebbe causare terribili conseguenze.

## Personaggi
Haruo Yoshikawa (吉川 春生?, Yoshikawa Haruo)
Doppiato da: Mitsuhiro Ichiki
Il protagonista. Tipico studente giapponese, mite, educato e amichevole. Non sa che la sua famiglia possiede poteri magici. Ha tre sorelle, ognuna con un particolare interesse. Si ritrova Ayumi Mamiya in casa come governante e sebbene inizialmente diffidente la accetta senza difficoltà, complice la bellezza della ragazza.
Maika Yoshikawa (吉川 舞夏?, Yoshikawa Maika)
Doppiata da: Mai Nakahara
Sorella di Haruo, ha un complesso nei suoi confronti e per questo è iperprotettiva e appiccicosa quasi come una fidanzata. È gelosa anche dei rapporti che il fratello ha con le amiche e arriva a fare il lavaggio del cervello al fratello durante il sonno.
Chiaki Yoshikawa (吉川 千秋?, Yoshikawa Chiaki)
Doppiata da: Kanako Sakai
Sorella di Haruo, adora mangiare e fare attività fisica.
Fuyuno Yoshikawa (吉川 冬乃?, Yoshikawa Fuyuno)
Doppiata da: Tomoko Kaneda
La più piccola delle sorelle di Haruo. È fissata con il fare soldi, hobby del tutto in disaccordo con la sua immagine kawaii.
Ayumi Mamiya (魔宮 あゆみ?, Mamiya Ayumi)
Doppiata da: Sakura Nogawa
Proveniente da una ricca famiglia del regno magico, ha una maledizione su di sé che solo Haruo può cancellare. Decide quindi di risvegliare il potere magico del ragazzo facendo "maturare" quest'ultimo, ovvero tentando di stimolarlo sessualmente facendo ricorso al suo forte sex appeal.
Yuri Kurosu (黒須 ゆり?, Kurosu Yuri)
Doppiata da: Noriko Namiki
Innamorata segretamente di Haruo fin da piccola, si unisce alle sorelle del ragazzo per proteggerlo.
Marin Nijihara (虹原 真鈴?, Nijihara Marin)
Doppiata da: Haruko Momoi
Una cacciatrice di streghe cattolica particolarmente sbadata e inefficiente. Alla fine è costretta ad unirsi alla famiglia Yoshikawa (che fino ad un attimo prima aveva tentato di sterminare) per salvare Haruo.
Rika Anju (杏樹 リカ?, Anju Rika)
Doppiata da: Nana Inoue
Enigmatica governante spedita in casa Yoshikawa per tenere d'occhio Ayumi e raccogliere informazioni su di lei. I suoi modi la fanno somigliare molto di più ad un robot che ad un essere umano. Possiede grandi poteri magici.
Michiru Mamiya (魔宮 みちる?, Mamiya Michiru)
Doppiata da: Natsuko Kuwatani
Sorella malvagia di Ayumi, non esita a sacrificarla per ottenere il potere assoluto conquistando per sé Haruo.

## Episodi
| Nº | Giapponese 「Kanji」 - Rōmaji                                            | In onda          | In onda |
| Nº | Giapponese 「Kanji」 - Rōmaji                                            | Giapponese       |         |
| 1  | 「彼女が魔女って、マジですか?」 - Kanojo ga majotte, maji desuka?        | 3 gennaio 2006   |         |
| 2  | 「生徒会長も魔女ってマジですか?」 - Seitokaichō mo majotte, maji desuka? | 10 gennaio 2006  |         |
| 3  | 「危険な兄妹ってマジですか?」 - Kiken na kyodaitte maji desuka?          | 17 gennaio 2006  |         |
| 4  | 「盗まれたってマジですか?」 - Musumaretatte maji desuka?                 | 24 gennaio 2006  |         |
| 5  | 「ウィッチハンターってマジですか?」 - Uicchi Hantaa tte maji desuka?     | 31 gennaio 2006  |         |
| 6  | 「幽霊が出たってマジですか?」 - Yūrei ga detatte maji desuka?            | 7 febbraio 2006  |         |
| 7  | 「メイドが来たってマジですか?」 - Maid ga kitatte maji desuka?           | 15 febbraio 2006 |         |
| 8  | 「勝利のキスってマジですか?」 - Shōri no kisutte maji desuka?            | 21 febbraio 2006 |         |
| 9  | 「眠れる王子ってマジですか?」 - Nemureru ōjitte maji desuka?             | 28 febbraio 2006 |         |
| 10 | 「呪いの猫パンツってマジですか?」 - Noroi no neko pantsutte maji desuka? | 7 marzo 2006     |         |
| 11 | 「聖なる夜ってマジですか?」 - Seinaru yorutte maji desuka?               | 14 marzo 2006    |         |
| 12 | 「目覚めの刻ってマジですか?」 - Mezame no tokitte maji desuka?           | 21 marzo 2006    |         |
| 13 | 「最終回ってマジですか?」 - Saishūkaitte maji desuka?                    | 28 marzo 2006    |         |

## Sigle
- Apertura: Motto! di Sakura Nogawa
- Chiusura: Maji suki MAGIC di Clover